# Wanda Jewell
Wanda Rae Jewell, auch Wanda Oliver, (* 19. Juni 1954 in Havre) ist eine ehemalige US-amerikanische Sportschützin.

## Erfolge
Wanda Jewell nahm an zwei Olympischen Spielen teil. Bei den Olympischen Spielen 1984 in Los Angeles erzielte sie 578 Punkte und belegte gemeinsam mit Ulrike Holmer den zweiten Platz. Im Stechen setzte sich Holmer mit 41 zu 39 Punkten durch, sodass Jewell die Bronzemedaille erhielt. 1988 verpasste sie in Seoul mit 579 Punkten als 13. das Finale.
Bei Weltmeisterschaften gewann sie 1978 in Seoul fünf Titel: im Einzel war sie mit dem Luftgewehr und im Dreistellungskampf mit dem Kleinkalibergewehr siegreich, mit der Mannschaft sicherte sie sich in diesen beiden Disziplinen die Titel sowie im liegenden Anschlag mit dem Kleinkaliber. Im Jahr darauf verteidigte sie mit der Luftgewehr-Mannschaft den Titel und gewann im Einzel Silber. Im Mannschaftswettbewerb mit dem Luftgewehr wurde sie 1982 in Caracas Zweite, während sie im Dreistellungskampf mit dem Kleinkaliber 1986 in Suhl Bronze und 1998 in Barcelona Silber gewann. Auch bei Panamerikanischen Spielen war sie sehr erfolgreich. 1983 gewann sie in Caracas im Dreistellungskampf mit dem Kleinkalibergewehr im Einzel und mit der Mannschaft Gold und wurde außerdem mit der Luftgewehr-Mannschaft Erste. Im Einzelwettbewerb mit dem Luftgewehr belegte sie den zweiten Platz. 1995 sicherte sie sich in Mar del Plata mit der Mannschaft im Dreistellungskampf eine weitere Goldmedaille, im Einzel gewann sie Silber.
1976 schloss Jewell ein Studium an der Eastern Washington University ab und trat im direkten Anschluss in den aktiven Dienst bei der US Army ein. Aus der US Army schied sie schließlich im Rang eines Lieutenant Colonels aus. Sie beendete 2000 ihre aktive Karriere und war bis 2002 Nationaltrainerin der US-amerikanischen Schützenmannschaft. Danach war sie bis zu ihrem Rücktritt im Jahr 2008 Director of Operations beim nationalen Verband. Sie ist mit Max Oliver verheiratet.